# Dansk Arbejdsgiverforening
 Denne artikel omhandler en hovedorganisation for arbejdsgiverforeninger. For andre betydninger af DA, se DA.
Dansk Arbejdsgiverforening (DA) er en dansk organisation, der er hovedorganisation for 11 arbejdsgiverforeninger på det danske private arbejdsmarked. DA er en medlemsstyret arbejdsgiverorganisation. Formand for DA har siden 2024 været Martin Danielsen.
1. november 2015 blev Jacob Holbraad administrerende direktør for DA. Fra 1996 til juni 2015 var Jørn Neergaard Larsen administrerende direktør for foreningen.
DA har siden 1954 ejet og drevet konferenceejendommen Egelund Slot.
Ca. 23.000 virksomheder inden for bl.a. industri, handel, transport, service og byggeri er medlem af en af DA’s medlemsorganisationer.

## DA's medlemmer
Medlemmer af DA pr. juli 2025:
- Asfaltindustrien
- Drivkraft Danmark
- Dansk Erhverv
- Danske Rederier
- Dansk Mode & Textil
- Danske Malermestre
- DI - Dansk Industri, benævt DIO I og DIO II
- FADVIG - Foreningen af Danske Virksomheder i Grønland
- Grakom
- HORESTA
- SAMA - Sammenslutningen af mindre Arbejdsgiverforeninger i Danmark
- TEKNIQ Arbejdsgiverne Industri & Installation

## DA's historie
Tanken om et organiseret samarbejde mellem arbejdsgiverne var i 1896 ved at modnes, og en enkelt begivenhed førte til handling. Det var strejken 29. februar 1896 på Frederikholms Teglværker. Virksomhedens direktør Vilhelm Køhler opsøgte Entreprenørforeningens formand Niels Andersen for at drøfte dannelsen af en fællesorganisation, som kunne sikre en ensartet og fast optræden på arbejdsgiversiden. De to mænd blev enige, og "Arbejdsgiverforeningen af 1896" blev stiftet 19. maj.
DA grundlægges den 19. maj 1896, og Ritzaus Bureau modtog følgende meddelelse:
Under Navn af ”Arbejdsgiverforeningen af 1896” har følgende Foreninger og Forretninger i Dag sluttet sig sammen til fælles Optræden under opstaaende Arbejdskonflikter og for at opnaa roligere og stabile Forhold paa Arbejdsstederne: Entreprenørforeningen, Teglværksforeningen af 1893, Murermestrenes faglige Organisation, Kjøbenhavns Tømrerlav, Foreningen af Brolæggerentreprenører i Kjøbenhavn, Faxe Kalkbrud, Kjøbenhavns Kalkværker samt Mørtelfabrikkerne.
Med mørtelfabrikkerne henvistes til virksomhederne ”Maag & Müller” og ”Johannes Clausen”. Det blev vedtaget at indrette sig i kontorlokaler på Murerlaugets kontor, Studiestræde 7.
Efter det konstituerende møde i Arbejdsgiverforeningen af 1896 valgtes følgende til bestyrelsen:
- Niels Andersen, formand
- Murermester Kruse, næstformand
- Oldermand, murermester Vilhem Køhler
- Murermester Niels Rasmussen
- Tømrermester Fred. Hansen

Det første budget for Arbejdsgiverforeningen af 1896 (senere Dansk Arbejdsgiverforening) var yderst nøjsomt. Det blev besluttet, at de ni medlemmer hver skulle indbetale 30 kr. og foreningerne skulle desuden indbetale 1 kr. pr. medlem. I foreningens første leveår havde den indtægter på kr. 861,36 og udgifter på kr. 584,85 og dermed et overskud på kr. 276,51. Udgifterne dækkede bl.a. honorar til foreningens første ansatte, nemlig sekretær Johan Nicolai Tronier, han fik årligt kr. 300,00. Tronier fratrådte sin stilling den 1. oktober 1898 for at blive branddirektør på Frederiksberg. Herefter var der en lang periode uden ansatte i foreningen, og først med ansættelsen af Sophus Agerholm den 19. juli 1899 var der igen tilknyttet en sekretær til foreningen. Sophus Agerholm blev senere kontorchef og senere igen direktør i foreningen. Han var ansat frem til 1947, og var ved sin fratræden 80 år gammel. I 1921 var han sammen med Anders Vigen med til at skrive jubilæumsbogen om foreningens første 25 år.
I 1899 tog foreningen navneforandring til "Dansk Arbejdsgiver- og Mesterforening", og i 1919 blev navnet til det endnu brugte "Dansk Arbejdsgiverforening".
Det var også i 1899, det store sammenstød med fagbevægelsen kom. Det hele begyndte med en strejke blandt jyske snedkersvende. Snedkersvendene forkastede den aftale, arbejdsgiversiden og snedkerforbundet var blevet enige om. Arbejdsgiverforeningens hovedbestyrelse trådte sammen og erklærede lockout for samtlige de hos Arbejdsgiverforeningens medlemmer beskæftigede snedkersvende under Dansk Snedkerforbund. Henover sommeren udvidedes lockouten betydeligt, hvilket fik parterne til at ønske et forlig. Således kunne det berømte Septemberforliget underskrives den 5. september 1899.
Arbejdsgiverforeningens administration havde i slutningen af 1890'erne til huse i en toværelses lejlighed ved Stranden 6. I 1909 blev det besluttet at opføre en administrationsbygning på hjørnet af Vester Voldgade og Ny Kongensgade. I 1911 blev bygningen indviet, og foreningen flyttede hermed til Vester Voldgade 113, hvor den har haft til huse lige siden.
5. oktober 1907 vedtog DA's hovedbestyrelse at etablere en lønstatistik, denne opgave skulle i fremtiden varetages af en nyoprettet afdeling, benævnt "Afdeling til Indsamling og Bearbejdelse af lønstatistisk materiale". Afdelingens første chef var cand.mag. i matematik A. Høyer, han blev ansat i februar 1908. Allerede i 1916-17 rettede Det statistiske Departement (nuv. Danmarks Statistik) henvendelse til DA med en anmodning om at få det statistiske materiale stillet til rådighed, således at DA's lønstatistik kunne få et "officielt" stempel. Dette "blå" stempel har igennem tiden sikret, at lønstatitikkerne blev et fælles grundlag for arbejdsmarkedets partnere under overenskomstforhandlingerne. I 1923 investerede DA's Statistiske afdeling i et hulkortanlæg – et af de første af sin art i Danmark – til viderebearbejdning af de voksende mængder af materiale, som virksomhederne indsendte til DA. I 1954 erhvervede DA en hulkortmaskine, der kunne dividere, maskinen hed IBM 602A. Til og med 1953 var lønstatistikken blevet publiceret i Arbejdsgiveren, men herefter fik den sit eget blad – kaldet "Statistikken". I 1964 anskaffede statistik-afdelingen et edb-anlæg. Fra 1965 har statistikken også indeholdt oplysninger om funktionærer.
Ved DA's 50-års jubilæum 19. maj 1946 oprettede man "Arbejdsgiverforeningens Jubilæumsfond", hvis opgave det var at medvirke med økonomisk støtte til unge arbejdsgivere, funktionærer eller arbejdere. Jubilæumsfonden er stadig aktiv.
I 1960 var Arbejdsgiverforeningen og LO (Fagbevægelsens Hovedorganisation) begge enige om, at Septemberforliget af 1899 var så gammelt, at alderen alene var grund nok til at søge i hvert fald sproget moderniseret. Og den 18. november 1960 opnåedes der enighed om den nye Hovedaftale.
I mange år har den såkaldte anmærkning 2 været gældende for DA's medlemmer, den lyder:
"Anmærkning 2 i DA:
Det er en æresforpligtelse for ethvert af Arbejdsgiverforeningens medlemmer til fremme af sammenholdet inden for foreningen at give medlemmer af Arbejdsgiverforeningen fortrinet ved alle arter af forretningsforbindelse, ved udførelse af arbejde og ved levering af materialer og andre varer."

### DA's huse
Som nævnt begyndte arbejdsgiverforeningen under meget beskedne forhold ved i første omgang at leje nogle lokaler hos Murerlauget i Studiestræde 7. I 1899 fik foreningen egne lokaler i Ved Stranden 6. I 1906 udvidede foreningen sit domicil ved at få tre værelser til i Ved Stranden 4. Men der var stadig mangel på plads, så i 1909 besluttede man at bygge sit eget hus. Man vaklede mellem en grund i Niels Brocksgade og hjørnet af Vester Voldgade og Ny Kongensgade, og valget faldt altså på Vester Voldgade. Her lå "Stiftelsen for gamle Haandværksmestre og deres Enker i trange Kaar". Stiftelsen blev købt for 160.000 kr. Huset, der var bygget 1836, blev revet ned, og herved stødte man på stiftelsens grundsten, hvori der lå en sølvplade indgraveret med en beretning om stiftelsens opførelse. Stenen blev brugt igen og forsynet med en ny sølvplade, hvorpå der står: "Maatte Arbejdet i denne Bygning blive til Gavn for Arbejdsgiverne som for Arbejderne ved en sund Udvikling og Regulering af Arbejdsforholdene og derigennem til Gavn for det hele Samfund." Det nye hus blev tegnet af arkitekt Axel Berg. I 1916 købte DA nabogrunden Vester Voldgade 111, hvor der var beværtning i kælderetagen og smedje og høns i gården. I 1929 besluttede man sig for at bygge på 111-grunden. Det gamle hus, der lå her, blev revet ned, og under udgravningen stødte man på bolværker fra den tid, da Kalvebod Strand lå her. Man stødte også på et menneskehoved iført en filthue – måske en svensker, som sammen med kong Karl X Gustav i 1659 prøvede at erobre København.
I 1954 købte man Vester Voldgade 109, en fin gammel ejendom fra 1758 (bygget af Uldrich Edinger).
I 1974 købte foreningen Ny Vestergade 13, hvor bl.a Grevinde Danner's lejlighed ligger. Hun havde vinterbolig her i 1860'erne. Endelig købte man i 1989 Vester Voldgade 107/Ny Vestergade 15-17. Herved kom grundene i "Carted Nr. 35 og Nr. 38 i Wester Qvarteer" igen på én hånd, som de var på det første skøde i 1671, hvor Christian V gav skøde på grundene 'Carted Nr. 35 og Nr. 38 i Wester Qvarteer' til Robert Colnet.
I 1955 købte man Egelund Slot af arveprins Knud. I 1960/61 byggedes kursusejendommen Arresøhøj, i 1970/71 kursusejendommen Bøgehøj og i 1990 kursusejendommen Gl. Vindinge. De sidste 3 bygninger ejes ikke længere af DA.
Den 16. september 1986 stod en del af DA's ejendom i København i flammer – det gik ud over den nu mere end 200-årige bygning "Grevinde Danners Palæ". Lykkeligvis blev omfanget af branden ikke så stort, så det fredede hus kunne i 1988 fuldt ud genindtages – herunder lejligheden på 1. sal, som har været beboet af grevinde Danner.

### DA og pressen
I 1900 lancerede Arbejdsgiverforeningen bladet "Arbejdsgiveren". Det første nummer udkom på Arbejdsgiverforeningens stiftelsesdag lørdag 19. maj 1900. Det sidste nummer af bladet udkom den 31. maj 1994. Bladet modtog i 1965 og 1988 Anders Bording-prisen fra Dansk Fagpresse. I 1988 fik bladet denne pris for at have gennemført en stærk redaktionel fornyelse.
I dag udgiver DA nyhedsbrevet Agenda. Agendas mål er at styrke den arbejdsmarkedspolitiske debat i Danmark ved hjælp af analyse og journalistik. Nyhedsbrevet redigeres efter journalistiske principper.
Agenda har eksisteret siden 1994 og har i alle årene været et af de oftest citerede nyhedsbreve i Danmark. Agenda henvender sig til journalister, politikere, embedsmænd, arbejdsmarkedsforskere og andre interessenter i den arbejdsmarkedspolitiske debat.
Agenda udkom tidligere i en trykt version hver anden torsdag. I dag findes den udelukkende i en netversion på www.agenda.dk.
Fra 1936 til 1961 udgav DA og Industrirådet dagbladet Dagens Nyheder – tidligere Nationaltidende. Idet DA og Industrirådet ikke længere ville dække det hastigt voksende underskud, besluttedes det at stoppe avisen. Avisen udkom sidste gang 3. september 1961.
På de indre linjer har DA igennem årene haft forskellige interne personaleblade, bl.a. Nyt i da', MeDArbejderbladet, UpDAte og senest DA i dag.

### Firma/organisationer som DA har været med til at grundlægge
I 1899, nærmere bestemt 15. januar, stiftedes Arbejdsgivernes Ulykkesforsikring. Dette er senere fusioneret flere gange og er i dag blevet til Topdanmark. Selskabet første direktør var Axel Nielsen 1899 – 1914. DA var således med til at grundlægge foreløberen for Topdanmark.
Den 23. marts 1917 kunne man læse følgende i dagspressen: "Paa et Torsdag den 22. Marts af den af Grosserer-Societetets Komité, Arbejdsgiverforeningen, Industriraadet og Engageringskontoret for Handel og Industri nedsatte Fælleskomité afholdt Møde besluttedes det at søge dannet en Pensionsforsikringsanstalt for Privatfunktionærer. Det vedtoges snarest at indbyde en Kreds af Mænd, repræsenterende de ovennævnte og andre beslægtede intereserede Erhverv, til et Møde, paa hvilket det er Hensigten at tage Beslutning om Selskabets Dannelse og det videre fornødne med Hensyn til Tegning af Aktiekapital." Dette var opstarten til dannelsen af Pensionsforsikringsanstalt for Privatfunktionærer, det vi dag kender som PFA. Den konstituerende generalforsamling fandt sted den 2. juli 1917 i forsamlingssalen på Børsen. Endnu en gang var DA med til at grundlægge et firma der er kendt den dag i dag.
Da FIH Finansieringsinstituttet for Industri og Håndværk blev stiftet i 1958 var det igen med DA som en af medstifterne. Som der står i FIH's 20 års jubilæumsskrift (1958 – 1978)"Til stede ved stiftelsen var næsten hele toppen af den danske penge- og finansverden tilligemed en række førende personer fra forsikringsselskaberne og industriens organisationer, først og fremmest fra Industrirådet og Dansk Arbejdsgiverforening". Fra 1958 til 1978 var Svend Heineke næstformand for FIH.

### DA's formænd siden starten i 1896
- Etatsråd Niels Andersen 1896-1907. Valgsprog: "Aldrig vinder sovende Mand Sejr".
- Oldermand Kaspar Rostrup (en) 1907-1911
- Direktør S.C. Hauberg 1911-1920, ligeledes medlem af Pensionsforsikringsanstaltens repræsentantskab 1917 – 1920
- Bogtrykker Hans Langkjær 1920-1932, ligeledes medlem af Pensionsforsikringsanstaltens repræsentantskab 1917 – 1942
- Ingeniør Julius Madsen 1932-1938, ligeledes medlem af Pensionsforsikringsanstaltens repræsentantskab 1924 – 1938
- Æresoldermand, murermester Esper Eising 1938-1941
- Civilingeniør T.K. Thomsen 1941-1945
- Fabrikant Hans L. Larsen 1945-1955, ligeledes formand for Arbejdsgivernes Ulykkesforsikring 1950 – ?, meddlem af Pensionsforsikringsanstaltens repræsentantskab 1939 – ?
- Civilingeniør Ejnar Thorsen 1955-1960
- Fabrikant Svend Heineke 1960-1970
- Direktør, bogtrykker Leif Hartwell 1970-1977
- Direktør Jens Thorsen 1977-1983
- Direktør Benned Hansen 1983-1988
- Direktør, civilingeniør Poul Hedegaard 1988-1992
- Koncernchef Niels Laurits Thygesen 1992-1995
- Direktør, købmand Niels Fog 1995-2003
- Akademiingeniør, seniorkonsulent Jørgen Vorsholt 2003-2010
- Adm.direktør, ansv.redaktør Torben Dalby Larsen 2011- 2018
- Direktør Lisbeth Dalgaard Svanholm[6] 2018 - 2023
- Direktør Martin Danielsen 2024 -

## Større konflikter på arbejdsmarkedet
- 1885 Jern-lockouten i København
- 1899 Storlockouten
- 1908 Typografkonflikten
- 1925 Ny storlockout
- 1936 5 ugers lockout
- 1946 Arbejdsmandsstrejke
- 1956 1956-konflikten
- 1961 Konflikt i jernindustri og på transportområdet
- 1973 Storkonflikt på DA/LO-området
- 1985 Storkonflikt på DA/LO-området
- 1998 Storkonflikt på DA/LO-området ("Gærkonflikten", idet mange hamstrede gær)